# Eleanor Catton
Eleanor Catton (ur. 24 września 1985 w London) – nowozelandzka pisarka.

## Życie prywatne
Urodziła się w London, w kanadyjskim stanie Ontario, gdzie jej ojciec kończył doktorat na University of Western Ontario. Dorastała w Christchurch, gdzie wyjechała wraz z rodziną w wieku 6 lat, po znalezieniu przez jej ojca zatrudnienia na University of Canterbury. W wieku 13 lat przez rok mieszkała w Leeds. Ukończyła Burnside High School, następnie studiowała anglistykę na University of Canterbury. Jej matka była bibliotekarką, a później pracowała w nowozelandzkim ministerstwie edukacji. Autorka ma brata i siostrę. Obecnie wraz z partnerem Stevenem Toussaintem mieszka w Auckland, gdzie uczy pisania kreatywnego na Manukau Institute of Technology. 3 stycznia 2016 poślubiła swojego długoletniego partnera.

## Kariera pisarska
W 2007 wygrała organizowany przez „Sunday Star-Times” konkurs na krótką opowieść z utworem Necropolis. Jej pierwsza powieść, Próba (ang. The Rehearsal) została wydana w 2008 jako praca magisterska na uniwersytecie Wiktorii, na którym autorka ukończyła pisanie kreatywne. Została również nominowana do The Guardian First Book Award oraz nagrody Dylana Thomasa oraz wygrała Betty Trask Award. Przetłumaczono ją na 12 języków.
W 2013 roku zdobyła nagrodę Bookera za powieść Wszystko, co lśni (ang. The Luminaries), zostając najmłodszym laureatem tej nagrody, a 832-stronicowe dzieło zostało najdłuższym zwycięskim utworem w historii nagrody. W 2014 książka zdobyła nagrodę New Zealand Post Book w kategoriach „fikcja” oraz „wybór publiczności”, a także została nominowana do nagrody Dylana Thomasa. Powieść została przetłumaczona na 26 języków i sprzedana w 560 000 egzemplarzy.

## Kontrowersje
Pod koniec stycznia 2015 podczas festiwalu literackiego w Indiach wyraziła swoje niezadowolenie poczynaniami rządu nowozelandzkiego, zarzucając mu arogancję i brak szacunku wobec ofiar przemocy seksualnej. Na tę wypowiedź zareagował premier John Key, który wystąpił w telewizji śniadaniowej by dać wyraz swojemu rozczarowaniu jej postawą. Jego krytyka była początkiem fali krytyki ze strony części społeczeństwa, jeden z dziennikarzy publicznego radia nazwał ją zdrajczynią.